# Jan Mashiani

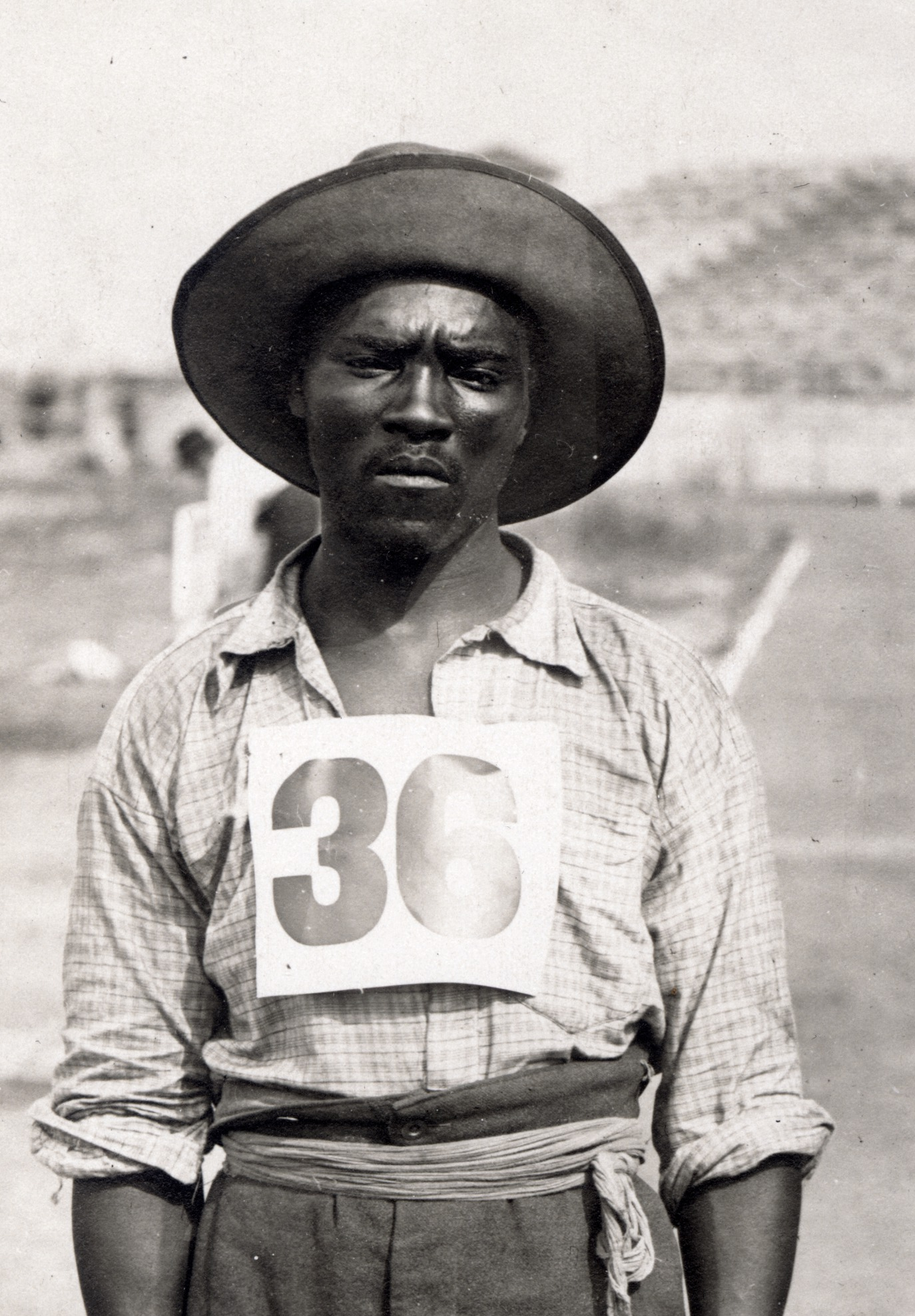
Jan Mashiani (1904)

Jan Mashiani war ein südafrikanischer Marathonläufer, der 1904 an den Olympischen Spielen teilnahm. Zusammen mit Len Taunyane war er der  erste schwarze Olympiateilnehmer aus Afrika.

## Leben
Mashiani gehörte zum Volk der Batswana. Im Burenkrieg (1899–1902) diente Mashiani zusammen mit Len Taunyane als Meldegänger unter General Piet Cronjé auf Seiten der Buren. Dabei legte er lange Strecken unter schwierigsten Bedingungen mit hoher Geschwindigkeit zurück. In der Schlacht von Paardeberg wurden beide zusammen mit Cronjé von den Briten gefangen genommen, und in St. Helena interniert. Nach Kriegsende kehrten sie nach Südafrika zurück.
Bei der Weltausstellung von 1904 in St. Louis nahm Mashiani als Schausteller an einer Anthropologie-Ausstellung teil, wobei sie fälschlich als Zulu-Tänzer bezeichnet wurden. Gleichzeitig nahmen Mashiani und Taunyane an Aufführungen von Szenen des Burenkrieges teil, an denen auch die Buren-Generäle Cronjé und Viljoen mitwirkten. Nachdem sich Mashiani und Taunyane bei einem Meilenlauf gut geschlagen hatten, wurden sie von den amerikanischen Organisatoren der parallel in St. Louis stattfindenden Olympischen Sommerspiele zur Teilnahme am Marathonlauf gebeten. Damit waren sie die beiden ersten schwarzen Olympiateilnehmer aus Afrika überhaupt, während Südafrika offiziell erst 1908 an den Olympischen Spielen teilnahm. Mashiani begann das Rennen mit Schuhen, kam aber barfuß ins Ziel und belegte den zwölften Platz. Von den 31 Startläufern erreichten nur 14 das Ziel.